# Asgardia
Asgardia, voluit het Ruimtekoninkrijk Asgardia, is een op 12 oktober 2016 door de Russische zakenman en wetenschapper Igor Ashurbeyli voorgestelde natiestaat. De grondwet van het koninkrijk werd effectief op 9 september 2017. De regering van Asgardia is gevestigd in Wenen. De doelstellingen van Asgardia zijn om vrede en samenwerking in de ruimte te bevorderen, en als natie erkend te worden. Asgardia heeft geen grondgebied of hoofdstad. 
De groepsleden noemen zichzelf "Asgardians". Ze hebben een satelliet in een baan om de aarde gebracht en hebben deze de "Asgardia-1" genoemd. Ze hebben een regering ingesteld die niet onder controle staat van bestaande landen, en willen in 2043 een permanente basis op de maan vestigen.

## Geschiedenis

### Asgardia Independent Research Center
Het Asgardia Independent Research Center (AIRC), eerder Aerospace International Research Center genaamd, werd in 2013 opgericht door Igor Ashurbeyli. In 2014 startte AIRC met de uitgifte van het internationale ruimtetijdschrift ROOM, waarvan Ashurbeyli de hoofdredacteur is. Op 5 februari 2016 ontving Ashurbeyli in Parijs een onderscheiding van UNESCO Medal voor zijn bijdrage aan nanowetenschap en nanotechnologie. AIRC AAS is het enige Oostenrijkse instituut dat zich volledig richt op onderzoeken van het zonnestelsel, buitenaards leven en de aarde, gebruik makend van ruimtetechnologie en satellieten. 

### Oprichting
Op 12 oktober 2016 kondigde Ashurbeyli tijdens een in Parijs gehouden persconferentie aan: "de geboorte van de nieuwe ruimtenatie Asgardia."
Het ultieme doel van het project is het creëren van een nieuwe natie waarmee toegang tot "outer space" mogelijk is, zonder betrokkenheid van bestaande naties. Het huidge raamwerk voor wetgeving in de ruimte, het "Outer Space Treaty" vereist dat regeringen voor alle ruimte-activiteiten toestemming verlenen en er toezicht op uitoefenen, met inbegrip van de activiteiten van niet regeringsgebonden entiteiten zoals commerciële en non-profit organisaties; door het creëren van een natie, hopen de aanjagers van Asgardia de beperkingen van het huidige systeem te omzeilen.
De gekozen officiële benaming is "Space Kingdom of Asgardia" ("Ruimte-koninkrijk Asgardia"). "Asgardia" verwijst naar Asgaard, een van de negen werelden uit de Noorse mythologie, de wereld die werd bewoond door de goden.
Belangstellenden konden zich in 2016 registreren als ingezetene, met het doel dat Asgardia vervolgens bij de Verenigde Naties erkenning als natie-staat kon vragen. In minder dan twee dagen werden meer dan 100.000 registratie-verzoeken ontvangen; binnen drie weken waren het er 500.000. Nadat nauwkeuriger controle-eisen werden ingesteld nam dit aantal af tot 210.000 in juni 2017. Het is niet de intentie om daadwerkelijk dergelijke aantallen personen de ruimte in te krijgen. Asgardia heeft het voornemen om de aanvraag te doen voor het lidmaatschap van de Verenigde Naties.
De grondwet van het ruimtekoninkrijk Asgardia werd aangenomen op 18 juni 2017 en werd effectief per 9 september 2017.
Het Cygnus ruimteschip dat Asgardia-1 in de ruimte had gebracht, liet Asgardia-1 en twee andere satellieten los op 12 november 2017. Het ruimtekoninkrijk Asgardia verklaarde nu de eerste natie te zijn die haar complete territorium in de ruimte heeft. Juristen hebben twijfels of Asgardia-1 kan worden gezien als een souverein gebied en Asgardia is nog niet erkend als natie-staat.
Per maart 2019, claimde Asgardia meer dan 290.000 burgers te hebben en wereldwijd meer dan 1.040.000 volgers.